# Plateau d'Antrim
Le plateau d'Antrim est un plateau du comté d'Antrim en Irlande du Nord. Il couvre la presque totalité du comté d'Antrim et une partie des comtés voisins.

Position du comté d'Antrim sur la carte d'Irlande du Nord

## Formation
À la suite de la fermeture il y a 420 millions d'années, de l'océan primitif Iapétus ou « proto-Atlantique » avec collision des plaques Laurentia à la fin du Précambrien  avec les plaques Baltica et Avalonia dans l'hémisphère Sud, se forme la chaîne calédonienne vers 370 millions d'années qui est ensuite arasée avec ouverture secondairement de l'Atlantique vers 60 millions d'années séparant l'Irlande et l'Écosse de la côte américaine mais avec une effusion volcanique et un épanchement de lave prolongé sur au moins 2 millions d'années en 3 séries principales d'effusions réalisant un trapp recouvrant le calcaire du  Crétacé d'une couche de basalte atteignant 1800 m  d'épaisseur avec des cônes volcaniques contenant de la rhyolite à Tardee et dolérite à Slemish et Balligallayhead. mais par endroits un refroidissement rapide du basalte  entrainant la formation de la Chaussée des Géants, à l'extrémité septentrionale du plateau d'Antrim résultant d'une ancienne coulée de lave fluide basaltique expulsée à l'ère tertiaire (Cénozoïque), datée d'environ 40 millions d'années.

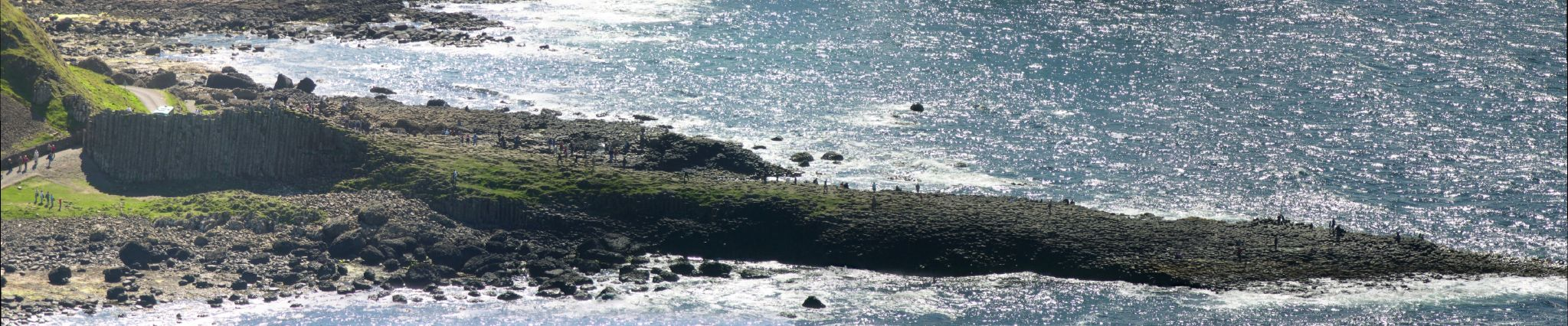
Panorama du promontoire de la Chaussée des Géants

## Les vallées (Glens de Athim)

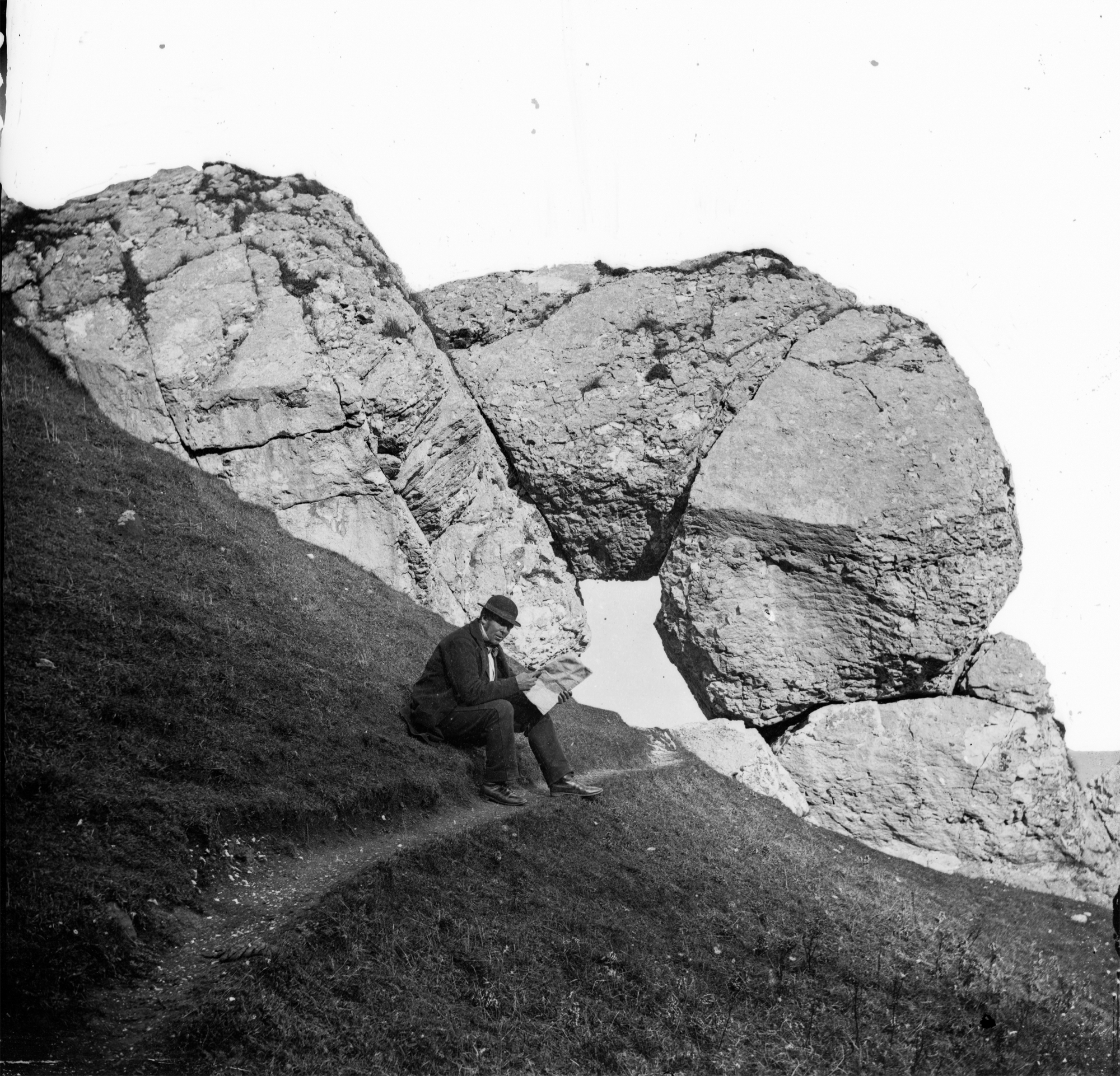
The Madman's Window décrit en 1860

Dans les vallées de Glens il existe des preuves de l'existence de communautés dès le Néolithique. À Glencloy, des peuples du Néolithique ont érigé des tombes sous forme de  mégalithes sur les hauteurs, alors qu'ils vivaient manifestement près de la côte et dans le fond des vallées. Les plages sont des sources de silex, d'où la présence d'outils en pierre avec des sites de production lithique. À Madman's Window (près de "Glenarm") un atelier de taille du Néolithique et des haches en pierre ont été retrouvés avec des poteries, des grattoirs, des écailles et des pointes de flèches en forme de feuilles. À Bay Farm dans Carnlough, un site néolithique situé près des marécages, les archéologues ont trouvé des artéfacts d'occupation, du charbon de bois, des trous de poteaux, des fragments de silex, des haches et des poteries datant du Néolithique.

## Sources
1. ↑  (en) O'Sullivan, Aidan & Breen, Colin, Maritime Ireland. An Archaeology of Coastal Communities, Stroud, Tempus, 2007, 256 p. (ISBN 978-0-7524-2509-2), p. 63